# Loi sur l'impôt sur les actifs non productifs des personnes juridiques
Lire en ligne

(ca) LLEI 6/2017, del 9 de maig, de l'impost sobre els actius no productius de les persones jurídiques.

La loi sur l'impôt sur les actifs non productifs des personnes juridiques (en catalan Llei de l'impost sobre els actius no productius de les persones jurídiques) est une loi adoptée par le Parlement de Catalogne, promulguée le 9 mai 2017. Elle crée un impôt sur les biens de luxe détenus par des entreprises qui ne sont affectés à aucune activité économique.
La loi est issue de l'accord politique de la majorité indépendantiste de Junts pel Sí (JxSí) et de la Candidature d'unité populaire (CUP) sur le budget 2017 de la Généralité. Elle est adoptée par le Parlement le 26 avril 2017, avec 82 voix « pour » de Junts pel Sí, de la CUP et de CSQP, 34 voix « contre » de Ciutadans et du PPC, et 15 abstentions du PSC. Le nouvel impôt taxe les immeubles, les véhicules haut de gamme, les bateaux, les aéronefs, les objets d'art et antiquités, et les bijoux, qui appartiennent à une entreprise mais ne servent pas à réaliser une activité productive, suivant des taux progressifs dont le maximum est de 2,75 %. Il vise principalement à dissuader les pratiques d'évasion fiscale de contribuables fortunés, qui dissimulent leurs biens au sein d'une société pour échapper à l'impôt sur le patrimoine (es). La loi est contestée par le gouvernement espagnol devant le Tribunal constitutionnel en juillet 2017.

## Contexte
Les élections plébiscitaires du 27 septembre 2015 ont été remportées par la coalition indépendantiste de Junts pel Sí ; celle-ci a conclu en janvier 2016 un pacte de gouvernement avec la gauche radicale indépendantiste de la Candidature d'unité populaire (CUP), qui a permis de constituer le gouvernement de Carles Puigdemont. Les deux formations avaient néanmoins d'importantes divergences idéologiques et stratégiques, ce qui a conduit à la rupture de leur accord en juin 2016, lorsque la CUP a rejeté le projet de budget pour 2016 du gouvernement. La majorité s'est reconstituée en juillet 2016 autour d'un programme commun renouvelé, qui inclut l'organisation d'un référendum sur l'indépendance pour septembre 2017. Le président Carles Puigdemont a conditionné la poursuite de son mandat et l'organisation du référendum à l'acceptation par la CUP du projet de budget pour 2017. La négociation budgétaire est ainsi à l'automne 2016 l'enjeu politique le plus important pour la poursuite de la législature.
La fiscalité est l'un des sujets les plus débattus lors de la préparation du budget. L'une des revendications de la CUP est la création d'un impôt sur la fortune. Sa proposition s'inspire de l'impôt sur la richesse et les grandes fortunes (IRGF), créé en 2012 par la députation forale de Guipuscoa, à l'initiative de Bildu. Comme l'impôt sur le patrimoine (es) espagnol, il taxe la détention d'un patrimoine supérieur à 700 000 euros, plus 300 000 euros pour le domicile principal ; mais contrairement à celui-ci, il inclut la détention des moyens de production et les participations dans des entreprises. Il concerne 6648 contribuables en 2013, pour un montant recouvré de 38,6 millions d'euros, et 7818 contribuables en 2014, pour un montant de 57 millions d'euros.
Le gouvernement est opposé au projet de la CUP, mais a accepté d'envisager d'autres mécanismes de taxation de la richesse. Plusieurs hypothèses ont été étudiées en octobre 2016, parmi lesquelles une réforme de l'impôt sur le patrimoine, une taxe sur l'achat d'immeubles de luxe, ou encore la taxation de la spéculation immobilière. De plus, le gouvernement a conclu qu'un impôt sur la fortune similaire à celui de Guipuscoa ne serait pas possible en Catalogne, car celle-ci ne bénéficie pas de l'autonomie fiscale du régime foral. Pour taxer les grandes fortunes, qui détiennent souvent leurs biens au nom de sociétés pour échapper à l'impôt sur le patrimoine, la CUP a alors proposé de créer un nouvel impôt, qui frapperait les biens de luxe détenus par des entreprises alors qu'ils ne servent pas à réaliser une activité productive.
Début novembre 2016, le vice-président Oriol Junqueras a proposé un accord à la CUP sur le budget, qui intègre parmi les mesures fiscales la création d'un impôt sur les actifs non productifs. L'impôt n'est pas inclus dans le projet de loi budgétaire, car ses modalités n'ont pas été accordées à temps pour que l'administration puisse réaliser les études nécessaires, notamment les prévisions de recettes. Il est donc proposé qu'il soit voté dans une loi spécifique. Le 12 novembre, la CUP a accepté cette proposition, ce qui a permis de commencer l'examen du budget au Parlement.

## Adoption
Le 28 novembre 2016, les groupes parlementaires de Junts pel Sí et de la CUP déposent conjointement au Parlement de Catalogne une proposition de loi sur l'impôt sur les actifs non productifs des personnes juridiques. Ce projet crée un nouvel impôt pour taxer les biens appartenant à une entreprise mais dont l'usage est privatif. Les actifs concernés sont les immeubles, les automobiles haut de gamme, les bateaux et les aéronefs, dont la valeur dépasse 100 000 euros hors immeubles, ou de plus de 500 000 euros immeubles compris. Le taux de l'impôt est progressif, avec un maximum de 1 %. Cet impôt vise à dissuader les pratiques de dissimulation du patrimoine privé qui consistent à transférer des biens privés à une entreprise pour échapper à l'impôt sur le patrimoine. La proposition est enregistrée la veille du dépôt du projet de budget par le vice-président et conseiller à l'économie, Oriol Junqueras. Junts pel Sí et la CUP prévoient de l'examiner simultanément à la procédure budgétaire.
La proposition de loi est débattue par le Parlement le 22 décembre 2016. Outre la majorité de Junts pel Sí et de la CUP, le Parti des socialistes de Catalogne (PSC) et Catalunya Sí que es Pot (CSQP) se prononcent en faveur du nouvel impôt. Seul le Parti populaire catalan (PPC) y oppose un amendement de rejet, tandis que Ciutadans (C's) s'abstient. La CUP estime que les taux retenus pour le nouvel impôt, inspirés de ceux de l'impôt sur la fortune de Guipuscoa, sont trop faibles. Le PPC affirme que de ce fait, les plus fortunés seront davantage incités à transférer leurs actifs à des entreprises. Ciutadans, le PSC et CSQP donnent leur accord de principe mais critiquent ses modalités.
La proposition est ensuite débattue par la commission de l'économie et de la fiscalité. Le gouvernement dépose divers amendements, défendus par la directrice générale de la fiscalité, Marta Espasa, dont certains sont contestés par la CUP.
En parallèle, le Parlement approuve en mars 2017 la loi budgétaire et la loi d'accompagnement du budget, avec les votes de Junts pel Sí et de la CUP.
En avril 2017, Junts pel Sí et la CUP s'accordent sur 19 amendements communs à la proposition de loi, qui renforcent l'impôt sur les actifs non productifs. Les taux de l'impôt sont augmentés et leur progressivité est accrue : les amendements prévoient huit taux au lieu de quatre, avec un maximum de 2,75 % au lieu de 1 %. Les catégories de biens imposées sont également étendues : en plus des immeubles, voitures haut de gamme, bateaux et aéronefs, seront taxés les objets d'art et les antiquités, ainsi que les bijoux de grande valeur. Les vendeurs de ces biens devront informer l'Agence tributaire de Catalogne (ca) (ATC) lorsque ceux-ci sont acquis par des entreprises. Les amendements précisent également la définition d'un bien « non productif », et les catégories de personnes morales assujetties au nouvel impôt. Surtout, ils suppriment l'exemption pour les patrimoines inférieurs à 100 000 euros, ou 500 000 euros pour les patrimoines immobiliers.
La loi sur l'impôt sur les actifs non productifs des personnes juridiques est adoptée par le Parlement le 26 avril 2017, avec 82 voix « pour » de Junts pel Sí, de la CUP et de CSQP, 34 voix « contre » de Ciutadans et du PPC et 15 abstentions du PSC. Pour la majorité, son objectif principal est de lutter contre l'évasion fiscale en taxant les biens qui profitent à des personnes privées mais sont dissimulés sous la propriété d'une entreprise. L'impôt n'a donc pas d'objectif budgétaire, c'est-à-dire qu'il ne vise pas à générer des recettes fiscales, mais un objectif d'incitation à régulariser la situation de ces biens. CSQP vote en faveur de la loi, mais exprime son « scepticisme » et critique la politique budgétaire de Junts pel Sí. Ciutadans et le PPC s'y opposent au motif que le nouvel impôt aura un faible rendement. Le PSC s'abstient car la majorité a refusé ses amendements,.
Il s'agit du premier impôt de ce type mis en place dans une communauté autonome.

## Contenu
La loi sur l'impôt sur les actifs non productifs des personnes juridiques a pour objectif de contribuer à la redistribution des revenus, inciter à l'utilisation productive des actifs, et réduire les pratiques d'évasion fiscale.
L'objet de l'impôt est de taxer les biens non productifs, qui sont à l'actif de personnes juridiques mais qui ne sont pas affectés à une activité économique.
L'impôt frappe la détention d'actifs non productifs appartenant aux catégories énumérées par la loi : les biens immeubles, les véhicules à moteur d'une puissance égale ou supérieure à 200 chevaux, les embarcations de loisirs, les aéronefs, les objets d'art et antiquités d'une valeur supérieur au seuil fixé par la loi sur le patrimoine historique, et les bijoux. Les biens sont considérés comme « non productifs » lorsqu'ils sont offerts gratuitement, ou vendus à un prix inférieur à la valeur de marché, aux propriétaires, associés ou actionnaires de l'entreprise ou à leur entourage, pour leur usage privé ; ou lorsqu'ils appartiennent à l'entreprise et ne sont affectés à aucune activité économique. Seules les personnes juridiques et les unités économiques à but lucratif sont redevables de l'impôt ; les administrations publiques, les organismes de droit public, les fondations et les autres organisations sans but lucratif en sont exemptées.
L'assiette de l'impôt est la valeur cadastrale pour les immeubles et la valeur de marché pour les autres biens. Le taux de l'impôt est progressif, avec huit tranches ; le taux maximum est de 2,75 %. L'impôt est calculé au 1er janvier de chaque année, sauf pour l'année 2017 où il est calculé au 30 juin.

## Application
La loi sur l'impôt sur les actifs non productifs n'est pas accompagnée de prévisions sur le nombre de contribuables et les recettes attendues, car elle a été adoptée à l'initiative d'une proposition de loi des députés, et non d'un projet de loi du gouvernement, de sorte que la question n'a pas été étudiée par l'administration.
La loi prévoit qu'il est constaté au 30 juin 2017, mais sa liquidation n'est pas prévue avant 2018, lorsque le règlement d'application aura été pris par le gouvernement.

## Recours devant le Tribunal constitutionnel
Le 28 juillet 2017, le gouvernement espagnol conteste la loi sur l'impôt sur les actifs non productifs devant le Tribunal constitutionnel. Il considère que cet impôt empiète sur les compétences de l'État espagnol en frappant les unités économiques sans personnalité juridique, qui pourraient être également soumises à l'impôt sur le patrimoine espagnol en tant que personnes physiques. Par ailleurs, il estime que la loi catalane enfreint la loi organique sur le financement des communautés autonomes (ca) (LOFCA) en prétendant taxer des biens immeubles, ce que la législation espagnole réserve aux municipalités au moyen de la taxe foncière.
Cette décision intervient en même temps que celle de contester devant le Tribunal constitutionnel la réforme du règlement du Parlement, qui était un des moyens pour la majorité indépendantiste de faciliter l'adoption des lois de déconnexion.